# Druceiella amazonensis
Druceiella amazonensis är en fjärilsart som beskrevs av Pierre E.L. Viette 1950. Druceiella amazonensis ingår i släktet Druceiella och familjen rotfjärilar. Inga underarter finns listade i Catalogue of Life.